# Winfried Joch
Winfried Joch (* 17. Februar 1935 in Salmünster) ist ein deutscher Sportwissenschaftler.

## Leben
Joch hat an den Universitäten Frankfurt/M. und Marburg Leibeserziehung, Germanistik, Geschichte und Pädagogik studiert. Nach dem Staatsexamen unterrichtete er in Hessen und wurde in Pädagogik 1971 mit seiner Arbeit Theorie einer politischen Pädagogik. Alfred Baeumlers Beitrag zur Pädagogik im Nationalsozialismus zum Doktor der Philosophie promoviert. Während des Studiums betrieb er in der Leichtathletik (Bestmarke von 4,00 m im Stabhochsprung, aufgestellt 1969). Nach der Promotion wurde er 1972 zum Professor an das Seminar für Leibeserziehung der Pädagogischen Hochschule Berlin berufen, wo er 1976 im Zuge einer Hausberufung auf den Lehrstuhl für Bewegungslehre (Nachfolge Kurt Kohl) befördert wurde. Mit der Auflösung der PHB wurde seine Stelle 1980 an die Freie Universität Berlin überführt. 1982 wurde er als Professor für Sportwissenschaft an die Universität-Gesamthochschule Siegen berufen. Mit der Beendigung der Lehrerbildung in Siegen wurde sein Lehrstuhl 1991 an die Universität Münster verlagert, wo er 2000 emeritiert wurde. Ehrenamtlich war Joch in seiner Berliner Zeit der Lehrwart des Berliner Leichtathletik-Verbandes und anschließend von 1983 bis 1993 der Lehrwart des Deutschen Leichtathletik-Verbandes (DLV). Er wurde mit den DLV-Ehrennadeln in Silber und Gold ausgezeichnet, 1996 erhielt er den Ehrenschild des Verbandes. Er hatte die Aufgabe, Trainer und Trainingslehre der DDR in das System des Deutschen Leichtathletik-Verbandes einzubinden. Der WorldCat hat 108 Arbeiten von ihm.

## Publikationen (Auswahl)
- Theorie einer politischen Pädagogik. Alfred Baeumlers Beitrag zur Pädagogik im Nationalsozialismus. 1971.
- Politische Leibeserziehung und ihre Theorie im nationalsozialistischen Deutschland. Voraussetzungen, Begründungszusammenhang, Dokumentation. 1976.
- Schüler-Leichtathletik. 1982.
- Ausdauerleistungsfähigkeit im Kindes- und Jugendalter. 1983.
- Sportwissenschaft. 1985.
- Rahmentrainingspläne Grundlagen- und Aufbautraining. 7 Bände. 1991–1993.
- Das sportliche Talent. 1992.
- mit K. Wohlgefahrt: Leichtathletik im Spannungsfeld von Tradition und Wandel. 1997.
- mit Sandra Ückert: Grundlagen des Trainierens. 1998.
- Schneller, höher, weiter. 2000.
- mit K. Wilhelm Köster: Dr. Max Danz. Eine biographische Skizze. Arete, Hildesheim 2017.
- mit K. Wilhelm Köster: Die deutsche Nachkriegsleichtathletik in der Ära ihres Generalsekretärs Karl Beuermann. Arete, Hildesheim 2021, ISBN 978-3-96423-067-6.

## Ehrungen
- 1996 DLV-Ehrenschild